# Columbia (Mississippi)
Pour les articles homonymes, voir Columbia.
La ville de Columbia est le siège du comté de Marion, situé dans l'État du Mississippi, aux États-Unis.